# Свети Илия (Велушина)
Вижте пояснителната страница за други значения на Свети Илия.
„Свети Илия“ (на македонска литературна норма: „Свети Илија“) е църква в битолското село Велушина, Северна Македония, днес в диозеца на Преспанско-Пелагонийската епархия на Македонската православна църква – Охридска архиепископия.
Църквата е гробищен храм, разположен в южната част на селото, в началото на пътя към Велушинския манастир „Свети Георги“. Представлява малка, еднокорабна сграда с тристранна апсида на източната страна и двускатен покрив. От юг и запад има отворен трем, подпрян на дървени стълбове. Храмът има засводен вход от юг. В наоса няма следи от стенописи. В апсидата са запазени изображения на Света Богородица с Малкия Христос, както и четирима архиереи в долната зона, които по стиловите си характеристики се датират в XVIII век. На стария обикновен иконостас има икони от втората половина на XVIII и началото на XIX век.